# Ex:el
Ex:el (reso graficamente ex:el) è un album in studio degli 808 State del 1991, pubblicato dalla ZTT Records.

## Il disco
A differenza del precedente 90 (1989), Ex:el presenta un maggior numero di melodie orecchiabili, facendo più spesso affidamento sui ritmi dell'acid techno e di percussioni più scandite. Risente l'influenza dell'hip hop e dell'industrial come i primissimi lavori del gruppo e approfondisce il discorso sul genere fusion. È uno dei primissimi tra i molti album di musica techno a presentare tra i suoi ospiti un artista di rock indipendente o alternativo, ovvero Bernard Sumner dei Joy Division e dei New Order, che canta in Spanish Heart. L'album vede anche la partecipazione di Björk in Qmart e Ooops. Il brano Nephatiti è tra i primi in cui si può sentire il campionamento conosciuto come We are the music makers, tratto dal film Willy Wonka e la fabbrica di cioccolato e tra i più utilizzati nella musica techno.

## Accoglienza
Ex:el ha ricevuto giudizi positivi ed è considerato una delle prove migliori del gruppo mancuniano.
Phil Sutcliffe di Q sostiene che l'album è «irresistibile e all'insegna del divertimento».
Una recensione meno entusiasta viene offerta da Simon Reynolds, secondo il quale la musica dell'album è «sostanzialmente anonima, corredata da testi gratuiti e profondamente superficiale».
Stando al giornalista, in alcuni momenti del disco, «si manifesta la tendenza verso i peccati capitali tipici della fusion: sterilità, monumentalismo da avanspettacolo e un'abbondanza di dettagli che rasenta il rococò».

## Formazione
- Graham Massey – composizione
- Martin Price – composizione
- Darren Partington – composizione
- Andy Barker – composizione

## Tracce
1. San Francisco – 4:56
2. Spanish Heart (feat. Bernard Sumner) – 3:51
3. Leo Leo – 4:01
4. Qmart (feat. Björk) – 4:58
5. Nephatiti – 4:50
6. Lift – 5:12
7. Ooops (feat. Björk) – 4:41
8. Empire – 4:20
9. In Yer Face – 4:54
10. Cubik – 3:44
11. Lambrusco Cowboy – 4:05
12. Techno Bell – 4:56
13. Olympic – 4:21